# اچ‌ام‌اس کرسنت (۱۷۷۹)
اچ‌ام‌اس کرسنت (۱۷۷۹) (به انگلیسی: HMS Crescent (1779)) یک کشتی بود که طول آن ۱۲۰ فوت ۸ اینچ (۳۶٫۷۸ متر) بود. این کشتی در سال ۱۷۷۹ ساخته شد.